# Władysław Pęgowski
Władysław Pęgowski, též Władysław Pągowski (18. září 1831 Biecz – 8. prosince 1881 Vídeň) byl rakouský právník a politik polské národnosti z Haliče, v 2. polovině 19. století poslanec Říšské rady. Zemřel při požáru vídeňského Ringtheateru.

## Biografie
Vystudoval práva na Jagellonské univerzitě a byl jmenován doktorem práv. Byl pak praktikantem u soudu. V roce 1868 byl jmenován okresním soudcem v Pilzně, po dvou letech přešel do Bochni. Roku 1872 se stal radou zemského soudu a nastoupil k soudnímu tribunálu v Tarnowě. Za další dva roky nastoupil k zemskému soudu v Krakově.
Byl politicky a veřejně aktivní. Působil též jako poslanec Říšské rady (celostátního parlamentu Předlitavska), kde usedl v doplňovacích volbách v roce 1880 poté, co rezignoval poslanec Henryk Konopka. Zastupoval kurii velkostatkářskou v Haliči. Slib složil 16. dubna 1880. V parlamentu zasedal až do své tragické smrti roku 1881. Ve volebním období 1879–1885 se uvádí jako rytíř Ladislaus von Pęgowski, c. k. rada zemského soudu, bytem Krakov. Patřil mezi polské národní poslance. Reprezentoval parlamentní Polský klub. V rámci polské politické scény patřil mezi stoupence demokratického směru. V parlamentu byl referentem pro otázky konverze hypotečních dluhů a zasedal v právním a průmyslovém výboru.
Zemřel tragicky v prosinci 1881 při požáru vídeňského Ringtheateru spolu se svou manželkou. Celkem si oheň vyžádal přes tři sta obětí na životech.